# Bob Carey
Bob Carey, né le 28 septembre 1904 à Anderson (Indiana) et décédé le 16 avril 1933 à Los Angeles, à 28 ans, était un pilote automobile américain sur circuits.

## Carrière
Il remporte devant Fred Frame dès sa première saison en 1932 le championnat US American Championship car racing AAA. Durant l'année, il s'impose au Detroit 100 du Michigan State Fairgrounds Speedway et au Syracuse 100 du New York State Fairgrounds. Il finit aussi deuxième de l'Oakland 150 à l'Oakland Speedway pour la dernière manche de la saison, et quatrième aux 500 miles d'Indianapolis: durant l'épreuve, il doit manœuvrer adroitement pour éviter le choc à trois reprises après l'éclatement d'un pneu, puis il perd encore 12' pour changer un amortisseur. Ayant alors un retard de 36 tours, il parvient à revenir à 4' du leader.
En 1933, il trouve la mort au Legion Ascot Speedway, course produite avant le début de la nouvelle saison AAA.

## Distinction
- National Sprint Car Hall of Fame en 2005.